# الحرب الأهلية السريلانكية في الثقافة الشعبية
في ظل استمرار الحرب الأهلية السريلانكية نحو 30 عامًا (1983-2009)، تم تصوير هذه الحرب بطرق عدة في الثقافة الشعبية.

## الأدب

### السير الذاتية
- Tamil Tigress (نمرة تاميل)، بقلم نيرومي دي سويزا، (2011)

### الأدب الواقعي
- Gota’s War: The Crushing of Tamil Tiger Terrorism in Sri Lanka (حرب جوتا: القضاء على إرهاب نمور التاميل في سريلانكا)، بقلم سي أيه شاندرابريما، (2012)

### الروايات
- The Road from Elephant Pass (الطريق من ممر الأفيال)، بقلم نيهال دي سيلفا، (2003)
- Island of a Thousand Mirrors (جزيرة الألف مرآة)، بقلم نايومي موناويرا، (2012)

## الأفلام والتليفزيون
- Purahanda Kaluwara (الموت مع اكتمال القمر)، (1997) - براسان فيثاناج
- Saroja (ساروجا)، (2000) - سوماراتني ديسانايك
- In the Name of Buddha (باسم بوذا)، (2002) - راجيش تاتشريفر
- Ira Madiyama (شمس أغسطس)، (2003) - براسان فيثاناج
- Kuttrapathirikai (وثيقة الاتهام)، (2007) - أر كيه سيلفاماني
- برابهاكاران، (2008) - ثوشارا بيريس
- The Road from Elephant Pass (الطريق من ممر الأفيال)، (2008) - شاندران روتنام
- السمكة الطيارة، (2011) - سانجيوا بوشباكومارا
- ماثا، (2011) - بوودي كيرثيسنا

### الأفلام الوثائقية
- Crayons and Paper (ورق وأقلام تلوين) - (2009) - بروس دافيد جانو
- Sri Lanka's Killing Fields (ميادين القتال في سريلانكا) - (2011) - كالوم ماكراي
- Lies Agreed Upon (أكاذيب مُتفَق عليها) - (2011) - وزارة الدفاع، سريلانكا
- Sri Lanka's Killing Fields: War Crimes Unpunished (ميادين القتال في سريلانكا: جرائم حرب أفلتت من العقاب) - (2012) - كالوم ماكراي
- Ruthless (بلا رحمة) - (2012) - وزارة الدفاع، سريلانكا
- No Fire Zone (لا وجود لمناطق إطلاق النيران) - (2013) - كالوم ماكراي

## الموسيقى
- Sebalanani (سيبالاناني)، (2009) - رانيدو لانكاج
- Lions and Tigers (أسود ونمور)، (1997) - براون بوجي نيشن

## ألعاب الفيديو

### ألعاب «بلاي ستيشن بورتبل» المحمولة
- Tom Clancy's Ghost Recon Predator (القضاء على شبح توم كلانسي)، (2010) - شركة يوبي سوفت